# Аномальная жара в западной части Северной Америки (2021)
Сильная жара затронула большую часть западной части Северной Америки в конце июня — начале июля 2021 года. Жара затронула Северную Калифорнию, Айдахо, Западную Неваду, Орегон и штат Вашингтон в США, а также Британскую Колумбию, а затем Альберту, Манитобу, Северо-Западные территории, Саскачеван и Юкон в Канаде .
В регионе были зафиксированы температурные рекорды, включая самую высокую температуру, когда-либо измеренную в Канаде, 49,6 °C (121,3 °F), притом прежний абсолютный рекорд в точке с новым погодным рекордом был на 5.2 градуса ниже, всего +44.4, что ниже российских Калмыкии и Волгоградской области, а также самые высокие температуры в Британской Колумбии, на Северо-Западных территориях и в штате Вашингтон, в частности в Сиэтле и Портленде температура впервые значительно превысила +40. 
Волна жары вызвала множество огромных лесных пожаров, некоторые из которых достигли площади в сотни квадратных километров, что привело к повсеместным нарушениям на дорогах. Один из них в значительной степени разрушил Литтон в Британской Колумбии, деревню, где была установлена рекордно высокая температура для Канады. Жара также вызвала повреждение дорожной и железнодорожной инфраструктуры, принудительное закрытие предприятий, срыв культурных мероприятий и повсеместное таяние снега в горах, местами это привело к наводнениям.
Точное число погибших неизвестно. 6 июля 2021 года предварительная статистика, опубликованная коронерской службой Британской Колумбии, предполагала, что там произошло на 579 внезапных смертей больше, чем обычно. В США погибло не менее 107 человек.